# Мартишів (озеро)
Марти́шів — озеро в Україні, одне з Осокорківських озер у Дарницькому районі міста Києва.
Назва присвоєна у 1956 році, на честь Мартишева Олексія Федоровича, уродженця Саратовської області, який прославляв Україну в спортивних змаганнях.

## Основні параметри
З'єднується протоками з озерами Небреж та Підбірна. На березі озера розташований пункт прокату байдарок, каное та сап-дошок.

## Історія походження
Як і інші Осокорківські озера, Мартишів — природного походження, утворене на заплавних луках Дніпра, і до зарегулювання річки затоплювалось під час повеней. Тепер озеро змінило свій вигляд і збільшилося у розмірах через колишню діяльність кар'єру і свавілля забудовників, що триває з 2000-х.

## Екологічні проблеми
За попередніми планами розвитку міста навколо каскаду з трьох великих озер — Тягле, Небреж і Мартишів — планувалося створити парк, проте останнім часом ходять чутки про наміри житлової забудови навколо озер.

## Біота

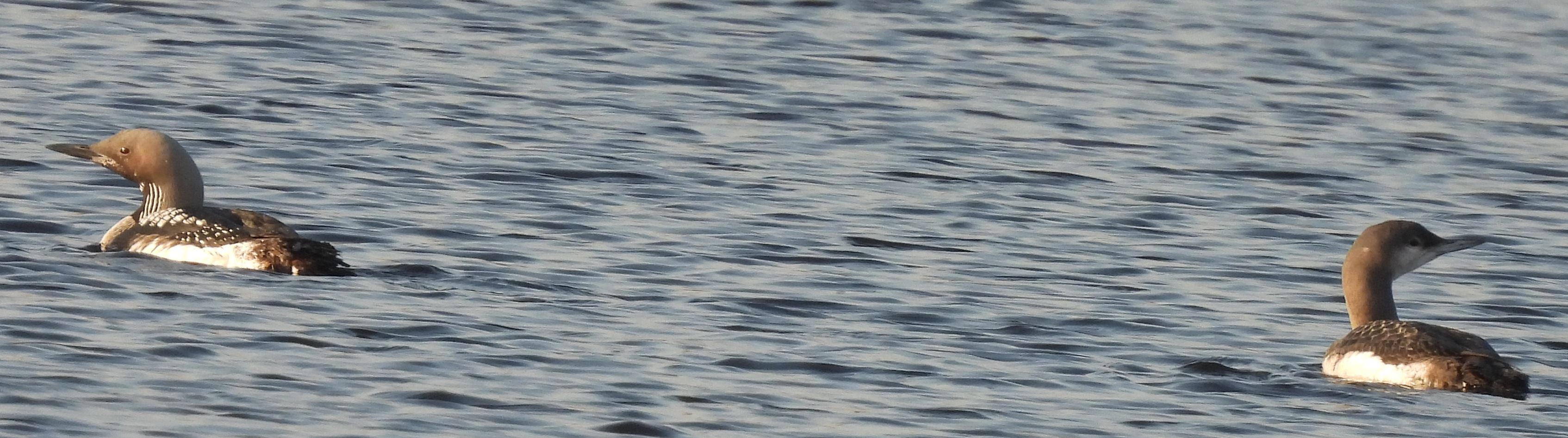
Gavia arctica

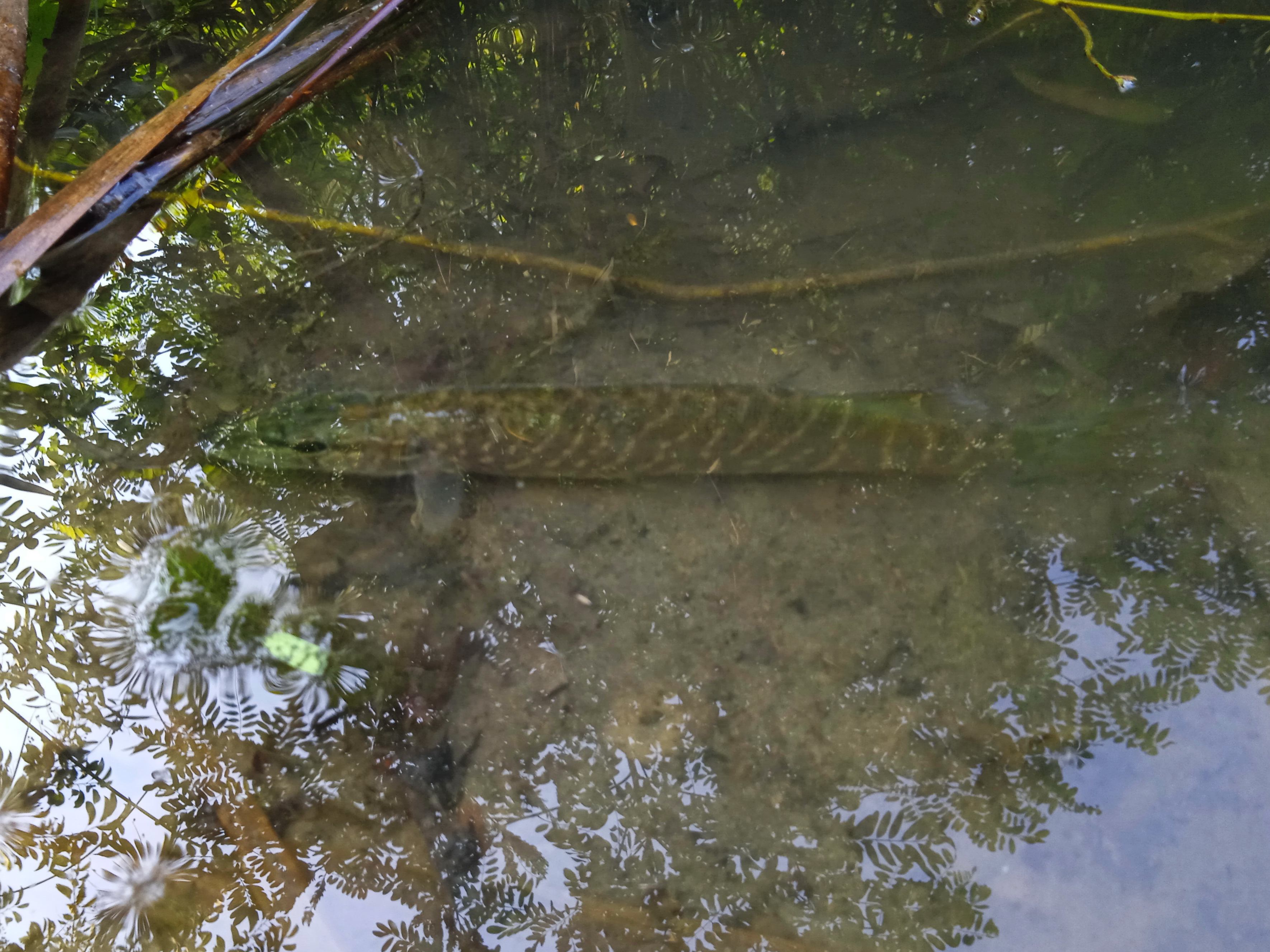
Esox lucius

В озері та прибережній смузі встановлено наявність 22 видів вищих водних рослин: жовтець закручений, кушир занурений, елодея канадська, елодея нуталлі, наяда морська, рдесник пронизанолистий, тілоріз звичайний, водяний горіх, ряска мала, глечики жовті, гірчак земноводний, жабурник звичайний, завитка ряснокоренева, півник болотяний, куга озерна, очерет звичайний, рогіз Ляксманна, рогіз вузьколистий, рогіз широколистий, лепешняк великий. Серед риб реєструвались такі види: окунь звичайний, судак звичайний, йорж звичайний, краснопірка звичайна, плітка звичайна, гірчак європейський, лящ, плоскирка європейська, щука, верховодка, верховка, в'язь європейсько-сибірський, в'юн звичайний, бичок пісочник, бичок тупоносий західний, бичок гонець, пічкур звичайний, щипавка звичайна, лин, карась китайський, карась звичайний, синець звичайний, білизна, головень, ротань-головешка. Склад іхтіофауни в основному був представлений комплексом аборигенних та інвазивних видів, властивих для Середнього Дніпра. Можна констатувати, що оз. Мартишів має багатий видовий склад риб, через що має цінність для збереження міського біозрізноманіття, адже відомо, що, в разі проведення трансформації біотопів, низка цінних риб, чутливих до коливань умов існування (зміни площі заростання макрофітами, рН, вмісту розчиненого у воді кисню, вмісту окремих йонів металів та їх форм), можуть зникнути (в’язь, карась звичайний, лин).
Серед водних безхребетних реєструвались такі представники: котушка рогоподібна, ставковик звичайний, ставковик вухатий, ставковик яйцевидний, перлівниця звичайна, рак річковий вузькопалий, водяний віслючок, водяні клопи (Nepomorpha), жуки плавунці, ранатра звичайна, личинки хірономід, декілька видів п'явок.